# غلالة برانية
الغلالة البرانية (Adventitia) هي الطبقة الخارجية من النسيج الضام الليفي المحيط بالعضو. تسمى أيضًا الطبقة الخارجية من النسيج الضام الذي يحيط بالشريان أو الوريد - الغلالة الخارجية بالغلالة البرانية.
يكون دور الغلالة البرانية مكملًا إلى حد ما لدور للغشاء المصلي الذي يوفر أيضًا طبقة من الأنسجة المحيطة بالعضو. في البطن؛ موقع العضو سواءً كان داخل الصفاق أو خلف الصفاق هو ما يحدد ما إذا كان مغطى بالغلالة البرانية أو الغشاء المصلي كما يلي:
- تُغطى الأعضاء داخل الصفاق بالغشاء المصلي (طبقة من الظهارة المتوسطة، الصفاق الحشوي).
- تغطى الأعضاء خلف الصفاق بالغلالة البرانية ( نسيج ضام رخو).

في الجهاز الهضمي تحيط الطبقة العضلية في معظم الحالات بالغشاء المصلي. ومع ذلك في تجويف الفم، المريء الصدري، القولون الصاعد، القولون النازل والمستقيم، تكون الطبقة العضلية محاطة بالغلالة البرانية. الطبقة العضلية للإثنى عشر محاطة بكلا النوعين من الأنسجة. بشكل عام إذا كان الجزء من الجهاز الهضمي يتحرك بحرية فيكون مغطى بالغشاء المصلي، وإذا كان ثابت بشكل صارم نسبيًا فيكون مغطى بالغلالة البرانية.
النسيج الضام للمرارة مغطى بالغلالة البرانية حيث ترتبط المرارة بالكبد، بينما يحيط الغشاء المصلي ببقية سطح المرارة.

## أنظر أيضا
- تجويف الأنبوب